# ليمبيرغ منديز
ليمبيرغ منديز (بالإسبانية: Limberg Méndez) هو مدرب كرة قدم ولاعب كرة قدم بوليفي في مركز الهجوم، ولد في 18 سبتمبر 1973 في سانتا كروز دي لا سييرا في بوليفيا. شارك مع منتخب بوليفيا لكرة القدم. أما مع النوادي، فقد لعب مع ذي سترونغيست وكلوب ديسترويرس.

## وصلات خارجية
- ليمبيرغ منديز على موقع الاتحاد الدولي (مؤرشف)  (الإنجليزية)
- ليمبيرغ منديز على موقع قاعدة بيانات كرة القدم.إي يو (الإنجليزية)
- ليمبيرغ منديز على موقع ناشيونال فوتبول تيمز (الإنجليزية)
- ليمبيرغ منديز على موقع عالم كرة القدم.نت (الإنجليزية)